# Possesse
Possesse település Franciaországban, Marne megyében. Lakosainak száma 124 fő (2022. január 1.). Possesse Contault, Bussy-le-Repos, Charmont, Le Châtelier, Saint-Jean-devant-Possesse, Saint-Mard-sur-le-Mont, Nettancourt, Vernancourt és Sommeilles községekkel határos.

## Népesség
A település népességének változása:
| Lakosok száma | 247  | 162  | 142  | 158  | 176  | 167  | 159  | 137  | 132  | 124  |
|               | 1968 | 1982 | 1990 | 2006 | 2013 | 2015 | 2017 | 2019 | 2020 | 2022 |